# Willy Beutler
Willy Beutler (* 1876 in Volkmarsdorf als Paul Friedrich Wilhelm Beutel; † 25. Mai 1919 in Dresden) war ein deutscher Opernsänger, Schauspieler und Schauspieldirektor.

## Leben und Wirken
Er war der Sohn des Maler- und Lackiermeisters Friedrich Wilhelm Beutel aus Volkmarsdorf und dessen Ehefrau Anna Louise geborene Kind. Seine Mutter heiratete nach dem Tod des Vaters den Maurermeister Näther in Leipzig.
Nach dem Schulbesuch und seiner Militärzeit beim 1. Hessischen Infanterieregiment Nr. 81 schlug er eine Gesangslaufbahn ein und war als Opernsänger u. a. in Zürich tätig. Nach mehreren anderen Schauspielengagements und Spielleitungen z. B. am Stadttheater Bautzen, am Stadttheater Aachen oder beim Görlitzer Wilhelmtheater-Ensemble war er zuletzt Direktor eines eigenen Theaters in Leipzig, welches u. a. unter dem Namen Leipziger Städtebund-Theater sachsenweit mit Gastspielen unterwegs war. Er schrieb auch selbst Stücke, z. B. mit Otto Wilhelm Barth Die Verlorenen. Im Auftrag der Deutschen Gesellschaft zur Bekämpfung der Geschlechtskrankheiten wurde ab 1919 das von ihm und Barth verfasste Sittendrama Gebrochene Blüten aufgeführt, zunächst im Dresdener Volkswohl-Theater, später auch in anderen Städten.
Beutler war mit der Schauspielerin Hulda Helene Charlotte geb. Weller verheiratet. Er starb im Alter von 42 Jahren nach kurzer und schwerer Krankheit im Carolahaus in Dresden.